# Lake City, Michigan
Lake City är administrativ huvudort i Missaukee County i den amerikanska delstaten Michigan. Orten kallas Christmas Tree Capital, julgranshuvudstaden. Enligt 2010 års folkräkning hade Lake City 836 invånare.